# Золотов, Василий Андреевич
Васи́лий Андре́евич Зо́лотов (2 [14] марта 1804, Москва, Российская империя — 12 [24] декабря 1882, Санкт-Петербург, Российская империя) — русский педагог, автор и составитель книг для народного чтения.

## Биография
Из дворян. Сын начальника школы кантонистов в Лефортове. Окончил педагогический институт  Ришельевского лицея. , в качестве казённокоштного учащегося (1824) и словесное отделение Московского университета (1829).
В 1829—1832 годах преподавал в Ришельевском лицее; в период 1832—1849 годов содержал в Одессе частный пансион, в котором обучал с помощью новых методов по учебникам и руководствам, написанным им самим; детей в нём прежде всего учили говорить, а вместе с тем, конечно, и мыслить, вследствие чего они и в высших классах не нуждались в обыкновенных учебниках, и все главные предметы, такие как, русская грамматика и словесность, всеобщая и русская история, математика и физика преподавались изустно. В пансионе им был применён звуковой метод обучения грамоте («Русская азбука по методе Жакото», 1833), изучение грамматики начиналось с синтаксического разбора предложений («Опыт общей грамматики», 1832), обучение иностранным языкам — с разговорной практики («Французские разговоры», 1833). Был введён устный счёт («Руководство к изустному исчислению»), широко применялась наглядность. По своей программе пансион превышал все существовавшие тогда казённые гимназии.
В 1849—1856 годах он преподавал (по приглашению В. Н. Семёнова, попечителя Кавказского учебного округа) русский язык и был инспектором классов в Закавказском девичьем институте в Тифлисе; добился введения звукового метода в школах Кавказского учебного округа (с 1855).
С 1856 года — в Петербурге; Золотов был назначен в удельном земледельческом училище помощником директора по учебной части. После блестящих опытов применения новой системы обучения чтению и письму, многие ведомства стали делать В. А. Золотову предложения организовать обучение в начальных школах на новых основаниях.
В 1862—1865 годах по поручению Министерства народного просвещения изучал состояние народной грамотности и ревизовал сельские школы в Тверской и Московской губерниях, а будучи назначенным чиновником особых поручений при министре народного просвещения он ревизовал Новгородскую, Рязанскую, Тамбовскую, Владимирскую, Тульскую,Могилевскую, Костромскую, Саратовскую и Пензенскую губернии. В. А. Золотов участвовал в создании учительской семинарии при Воспитательном доме (1864—1870), за что был Высочайше пожалован брильянтовым перстнем с изумрудом.
С 1870 года вновь — в Одессе, заведовал учебной частью всех 22 городских народных училищ.
Проводил первые в России народные чтения (по астрономии в Петербурге, 1859—1860; по русской истории в Одессе, 1871—1872).
В последние годы жизни был директором дома призрения малолетних бедных; некоторое время был редактором «Новороссийского Телеграфа». Умер 12 (24) декабря 1882 года. Похоронен на 1-м Христианском кладбище Одессы.